# Wyspa Victorii
Wyspa Victorii (ros. Остров Виктория, trl. Ostrow Wiktorija) – samotna wyspa położona na Oceanie Arktycznym na północy Morza Barentsa, pomiędzy dużymi archipelagami Ziemi Franciszka Józefa i Svalbardu; jest to najdalej na zachód położona wyspa rosyjskiej Arktyki.

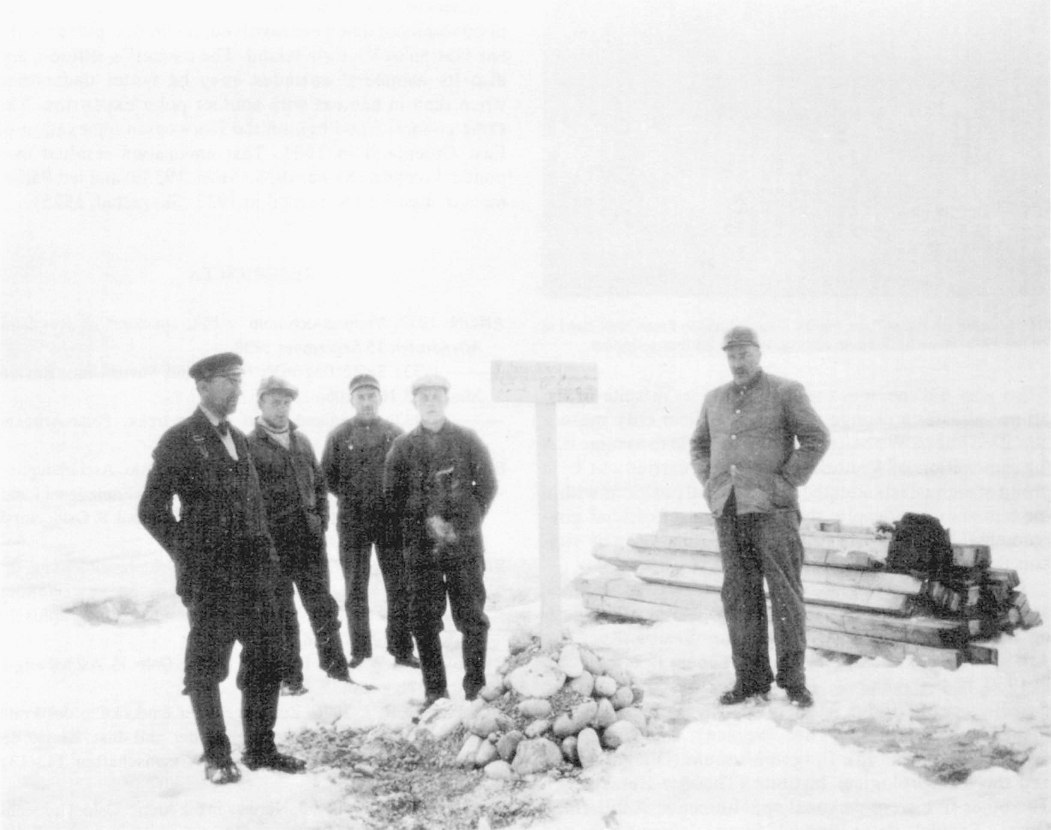
Norwegowie na Wyspie Victorii w 1930 roku

Wyspa jest owalna, prawie w całości pokryta lodem. Została odkryta 20 lipca 1898 roku przez Norwegów, a następnego dnia dostrzeżona przez kapitana jachtu Victoria, od którego to statku pochodzi nazwa wyspy (w Polsce spotykana jest również niepoprawna polskojęzyczna wersja „Wyspa Wiktorii”, sugerująca pochodzenie nazwy od osoby). W 1926 roku została uznana przez Związek Socjalistycznych Republik Radzieckich za część jego terytorium. W latach 1929–30 Norwegia podjęła tajne działania w celu przyłączenia jej do swojego terytorium; w 1932 roku wyspa ostatecznie stała się własnością radziecką.